# Florent Détroit
Florent Détroit ist ein französischer Paläoanthropologe und Dozent am Muséum national d’histoire naturelle in Paris, der federführend (zusammen mit Armand Salvador Mijares) bei der Entdeckung und Beschreibung der Frühmenschenart Homo luzonensis beteiligt war.

## Veröffentlichungen
- Les origines de l’Homme, zusammen mit D. Grimaud-Hervé & R. Pigeaud, Martinière Jeunesse: 2005.
- Le Deuxième Homme en Afrique: Homo ergaster, Homo erectus, zusammen mit D. Grimaud-Hervé, F. Marchal & A. Vialet, Ed. Artcom’/ Errance: 2002.
- Participation à Histoire d’ancêtres – La grande aventure de la préhistoire, Ed. Artcom’/ Errance: 2005.
- Florent Détroit et al.: A new species of Homo from the Late Pleistocene of the Philippines. In: Nature. Band 568, 2019, S. 181–186, doi:10.1038/s41586-019-1067-9

| Personendaten    | Personendaten                   |
| ---------------- | ------------------------------- |
| NAME             | Détroit, Florent                |
| KURZBESCHREIBUNG | französischer Paläoanthropologe |
| GEBURTSDATUM     | 20. Jahrhundert                 |